# Abzugskapital
Abzugskapital ist in der Kostenrechnung das einem Unternehmen zinslos zur Verfügung stehende Fremdkapital.

## Allgemeines
Zur Ermittlung der kalkulatorischen Zinsen und des betriebsnotwendigen Vermögens ist es erforderlich, die nicht zinstragenden Fremdkapitalbestandteile vom Gesamtkapital abzuziehen, weil für diese Verbindlichkeiten in der Realität Zinsen zu zahlen wären. Allerdings ist dieser Abzug nicht unumstritten. So werden einige Fremdkapitalbestandteile nur vermeintlich zinslos gewährt; es erfolgt zwar keine unmittelbare Verzinsung, jedoch eine mittelbare über die entsprechenden Konditionen (z. B. fällt ein Verkaufspreis niedriger aus, wenn er mit einer hohen Vorauszahlung verbunden ist).

## Betriebswirtschaft
Zum Abzugskapital zählen:
- Anzahlungen, Vorauszahlungen oder Vorschüsse von Kunden (Kundenkredite),
- Rückstellungen (außer Pensionsrückstellungen),
- sonstige zinslose Verbindlichkeiten,
- zinslose Gesellschafterdarlehen,
- Lieferantenkredite.

Ausgangspunkt bei der Ermittlung der kalkulatorischen Zinsen ist die Aktivseite der Bilanz, die das Gesamtvermögen eines Unternehmens widerspiegelt. Aus diesem Gesamtvermögen werden die nicht betriebsnotwendigen Teile ausgesondert; nicht betriebsnotwendig sind beispielsweise spekulativ gehaltene Aktien oder Gebäude, die fremdvermietet sind und nicht dem Betriebszweck dienen. Nach Abzug der nicht betriebsnotwendigen Vermögensteile verbleibt das so genannte betriebsnotwendige Vermögen. Das betriebsnotwendige Vermögen ist durch Eigen- und/oder Fremdkapital finanziert. Stehen einem Unternehmen Fremdkapitalteile zinslos zur Verfügung, so sind diese vom betriebsnotwendigen Vermögen zu subtrahieren. Als Ergebnis erhält man das betriebsnotwendige Kapital.
Schema zur Ermittlung des betriebsnotwendigen Kapitals:
```
  nicht abnutzbares 
Anlagevermögen
 (zu vollen Anschaffungs- oder Wiederbeschaffungskosten)
+ abnutzbares Anlagevermögen (zu halben Anschaffungs- oder Wiederbeschaffungskosten)
-----------------------------------------------------------------------------------------
= betriebsnotwendiges Anlagevermögen
+ betriebsnotwendiges 
Umlaufvermögen
 (Durchschnittswerte)
-----------------------------------------------------------------------------------------
= betriebsnotwendiges Vermögen
- Abzugskapital
-----------------------------------------------------------------------------------------
= betriebsnotwendiges Kapital
```

Auf das so ermittelte betriebsnotwendige Kapital wird der kalkulatorische Zinssatz angewandt. Dabei geht man vom Zinssatz festverzinslicher Wertpapiere aus und erhöht diesen um einen Risikozuschlag. Wenn das Zinsniveau festverzinslicher Wertpapiere z. B. bei 5 Prozent liegt und der interne Risikozuschlag 3 Prozent beträgt, ergibt sich ein kalkulatorischer Zinssatz von 8 Prozent. In manchen Fällen wird bei der Berechnung kalkulatorischer Zinsen auch der Kalkulationszinsfuß der Investitionsrechnung verwendet. Eine theoretisch exakte Bestimmung der Höhe des Kalkulationszinsfußes ist nicht möglich, man ist auf Schätzungen angewiesen.

## Kommunalwirtschaft
Das Anlagevermögen, auf das kalkulatorische Zinsen berechnet werden sollen, wird um das Abzugskapital gekürzt. Ziel ist es, eine Doppelbelastung der Betroffenen zu vermeiden. Soweit Anlieger über Beiträge Kapital zur Finanzierung öffentlicher Anlagen (z. B. zur Abwasserbeseitigung oder Straßenbau) aufgebracht haben, entstehen ihnen Kapitalkosten in Form von Zinsaufwendungen für die Refinanzierung oder durch entgangene Zinseinnahmen. Würden bei der Gebührenfestsetzung auch kalkulatorische Zinsen auf das Abzugskapital berechnet, würden die Anlieger diesen Teil der Kapitalkosten doppelt tragen.
Zum Abzugskapital zählen in der Kommunalwirtschaft:
- Beiträge von Anliegern zur Finanzierung von Abwasseranlagen,
- Zuschüsse aus Fördermitteln,
- sonstige Zuwendungen Dritter (z. B. aus städtebaulichen Verträgen).